# حبيت
حبيت قرية في ناحية عين التينة التابعة لمنطقة الحفّة في محافظة اللاذقية. بلغ عدد سكانها 1056 نسمة عام 2004.